# 대한민국 형법 제170조
대한민국 형법 제170조는 실화에 대한 형법각칙의 조문이다.

## 조문
제170조(실화) ① 과실로 인하여 제164조 또는 제165조에 기재한 물건 또는 타인의 소유에 속하는 제166조에 기재한 물건을 소훼한 자는 1천500만원 이하의 벌금에 처한다. 

②과실로 인하여 자기의 소유에 속하는 제166조 또는 제167조에 기재한 물건을 소훼하여 공공의 위험을 발생하게 한 자도 전항의 형과 같다.

第170條(失火) ① 過失로 因하여 第164條 또는 第165條에 記載한 物件 또는 他人의 所有에 屬하는 第166條에 記載한 物件을 燒毁한 者는 1千500萬원 以下의 罰金에 處한다. 

②過失로 因하여 自己의 所有에 屬하는 第166條 또는 第167條에 記載한 物件을 燒毁하여 公共의 危險을 發生하게 한 者도 前項의 刑과 같다.

## 참조 조문
제176조(타인의 권리대상이 된 자기의 물건) 자기의 소유에 속하는 물건이라도 압류 기타 강제처분을 받거나 타인의 권리 또는 보험의 목적물이 된 때에는 본 장의 규정의 적용에 있어서 타인의 물건으로 간주한다.

## 판례
- 형법 제170조 제2항에서 말하는 ‘자기의 소유에 속하는 제166조 또는 제167조에 기재한 물건'이라 함은 '자기의 소유에 속하는 제166조에 기재한 물건 또는 자기의 소유에 속하든, 타인의 소유에 속하든 불문하고 제167조에 기재한 물건'을 의미하는 것이라고 해석하여야 하며, 제170조 제1항과 제2항의 관계로 보아서도 제166조에 기재한 물건(일반건조물 등) 중 타인의 소유에 속하는 것에 관하여는 제1항에서 규정하고 있기 때문에 제2항에서는 그중 자기의 소유에 속하는 것에 관하여 규정하고, 제167조에 기재한 물건에 관하여는 소유의 귀속을 불문하고 그 대상으로 삼아 규정하고 있는 것이라고 봄이 관련조문을 전체적, 종합적으로 해석하는 방법일 것이고, 이렇게 해석한다고 하더라도 그것이 법규정의 가능한 의미를 벗어나 법형성이나 법창조행위에 이른 것이라고는 할 수 없어 죄형법정주의의 원칙상 금지되는 유추해석이나 확장해석에 해당한다고 볼 수는 없을 것이다.[1]
- 각 과실이 화재 발생에 대하여 하나의 조건이 된 경우에는 공동과실자 각자에 대하여 실화죄의 죄책을 물을 수 있다(82도2279)
- 자동차운전자에게는 운전 중 충돌로 기름탱크가 파열되어 발생할 지 모를 화재를 미리 방지해야 할 업무상의 주의의무까지는 없다(71도2231)
- 선박의 등화단속 담당 책임자가 실화하였다 하더라도 그 지휘감독 책임자인 선장에게 업무상실화죄의 죄책을 물을 수 없다(4289형상276)
- 무자격 기술자로 하여금 형광등 설치공사를 하게 한 호텔 오락실 경영자에게 화재발생에 관한 중대한 과실이 있었다고 볼 수 없다(89도204)
- 임차인이 자신의 비용으로 설치․사용하던 가스설비의 휴즈콕크를 아무런 조치 없이 제거하고 이사감으로써 폭발사고가 발생하였다면 임차인의 과실과 가스폭발사고 사이에 상당인과관계를 인정할 수 있다(99도5086)
- 중과실에 의한 실화로 공소제기된 사건에 대하여 공소장변경 절차 없이 실화죄만을 유죄로 인정할 수 있다(79도305)

## 주해
1. ↑   불에 태워 없애다

## 참고 문헌
- 김기영, 법과 언어 : 형법 제170조 2항의 언어학적 분석과 기호론적 해석, 독일어문학 제15권 제2호 제37집 (2007년 6월)

## 같이 보기
- 실화죄
- 유추해석금지원칙